# Hemigraphis palopensis
Hemigraphis palopensis är en akantusväxtart som beskrevs av Cornelis Eliza Bertus Bremekamp. Hemigraphis palopensis ingår i släktet Hemigraphis och familjen akantusväxter. Inga underarter finns listade i Catalogue of Life.